# فرانشيسكو روسي
فرانشيسكو روسي (بالإيطالية: Francesco Rosi)‏ ولد 15 نوفمبر 1922 في نابولي، مخرج إيطالي. هو والد الممثلة كارولينا روسي.

## روابط خارجية
- فرانشيسكو روسي على موقع IMDb (الإنجليزية)
- فرانشيسكو روسي على موقع مونزينجر (الألمانية)
- فرانشيسكو روسي على موقع ألو سيني (الفرنسية)
- فرانشيسكو روسي على موقع تيرنر كلاسيك موفيز (الإنجليزية)
- فرانشيسكو روسي على موقع أول موفي (الإنجليزية)
- فرانشيسكو روسي على موقع قاعدة بيانات الأفلام السويدية (السويدية)
- فرانشيسكو روسي على موقع ديسكوغز (الإنجليزية)
- فرانشيسكو روسي على موقع قاعدة بيانات الفيلم (الإنجليزية)
- فرانشيسكو روسي على موقع كينوبويسك (الروسية)